# سرجو وولپی

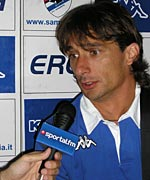
سرجو وولپی

سرجو وولپی (به ایتالیایی: Sergio Volpi) بازیکن فوتبال و اهل ایتالیا است که از سال ۲۰۰۴ میلادی عضو تیم ملی فوتبال ایتالیا بوده و در ۲ بازی ملی حضور داشته‌است. او در بازی‌های ملی‌اش گلی به ثمر نرساند.
سرجو وولپی آخرین بازی ملی خود را در سال ۲۰۰۶ میلادی انجام داد.